# 小行星3462
小行星3462（英語：3462 Zhouguangzhao）是一颗围绕太阳公转的小行星。1981年10月25日，紫金山天文台在南京发现了此天体。
这颗小行星的绝对星等为254.9158000014407等。